# Джилани, Миан Гулам
 Миан Гулам Джилани (англ. Mian Ghulam Jilani; 1 марта 1913 — 1 марта 2004) — генерал-майор пакистанских вооружённых сил, во время Второй мировой войны прошёл через японский лагерь для военнопленных Британской армии в Сингапуре. После освобождения из плена Джилани вернулся в Британскую Индию и впоследствии стал кадровым офицером пакистанской армии. В 1960-х годах участвовал в переговорах по предоставлению членства Пакистана в Багдадском пакте и Организации Договора Юго-Восточной Азии. В 1962 году уволился с военной службы с должности командира 14-й пехотной дивизии в Дакке и занялся политической деятельностью, вступив в Национальную партию Авами. В 1973 году был заключен под стражу за свои политические убеждения. В 1974 году Международная амнистия признала его узником совести, а в 1975 году Джилани бежал из-под стражи и получил политическое убежище в Соединённых Штатах Америки. В 1981 году стал гражданином США, где и скончался на 92 году жизни.